# Пересыхающее
Пересыхающее — пересыхающее озеро в России, расположено на территории Елизовского района Камчатского края. Площадь поверхности — 1,06 км². Площадь водосборного бассейна — 40 км².
Расположено на высоте около 540 метров над уровнем моря в ложбине между вулканами Малый Семячик и Карымский. С севера и запада в озеро впадают многочисленные пересыхающие ручьи. Относится к бассейну реки Карымской.
Код водного объекта — 19070000211120000001434.